# Galactic Storm
Furtună galactică (titlu original Galactic Storm) este un roman science fiction al scriitorului britanic John Brunner sub pseudonimul Gill Hunt. Este prima lucrare din seria Imperiul interstelar. A fost publicat pentru prima oară de către editura britanică Curtis Warren în 1951.   Este primul roman al lui John Brunner pe care l-a scris la vârsta de 17 ani.

## Prezentare
Romanul prezintă un tânăr geniu care folosește un supercomputer pentru a cerceta cauza încălzirii globale. O expediție polară este trimisă apoi pentru a investiga problema. Urmează apoi un complot al celor de pe planeta Venus de cucerire a Pământului și un contraatac cu un bombardament asupra planetei Venus cu plante mutant rapid-crescătoare care oxigenează atmosfera plină de CO2.